# Bavaria (Schiff, 1878)
Die Bavaria war das dritte Fahrgastschiff, das auf dem Würmsee im Linienverkehr zum Einsatz kam. Der Salondampfer war im Renaissancestil ausgestattet.

## Geschichte
Nachdem zunächst das erste Fahrgastschiff auf dem Würmsee, die Maximilian, über zwanzig Jahre lang den Liniendienst allein versehen hatte, schaffte die Aktiengesellschaft, die damals die Konzession für den Betrieb innehatte, innerhalb weniger Jahre mehrere neue Dampfer an: Der Raddampfer Ludwig nahm 1872 den Betrieb auf, die Bavaria folgte 1878, die Wittelsbach 1886 und der letzte Dampfer, Luitpold, 1890.
Die Bavaria wurde wie die Ludwig bei Escher-Wyss in Zürich und auf der Starnberger Werft gebaut. Sie war mit einer Kapazität von 1000 Passagieren deutlich größer als die Ludwig und galt mit ihrer aufwändigen Ausstattung als das schönste Schiff, das auf einem deutschen See fuhr. Auffallend war besonders die große Laterne, die die Bavaria am Bug trug und die laut Ferdinand von Miller mitunter bedenklich wackelte. Für den Antrieb sorgte eine schrägliegende Zweifach-Expansions-Compound-Maschine mit 300 Psi.
Am 13. April 1878 lief die Bavaria vom Stapel. „Der Taufact des majestätischen Schiffes [...] wurde in sehr feierlicher Weise durch die Frau Prinzessin Ludwig vollzogen, welche mit ihrem hohen Gemahl von ihrem nahen Schlosse Leutstetten herbeigekommen, in der liebenswürdigsten Weise diesem interessanten Schauspiel anwohnte [...] Das neue seinem Element übergebene Schiff, welches von der renommirten Schiffbaufabrik Escher-Wyss in Zürich erbaut wurde, wird in den heute beginnenden täglichen Fahrdienst demnächst eingereiht werden, nachdem die in der Fertigstellung begriffenen kunstgewerblichen Arbeiten der HH. Rathgeber, v. Miller, Radspieler sowie die nach Zeichnung des Hrn. Gedon durch den zweiten Vorstand des Kunstgewerbevereins Hrn. Hengel, ausgeführten Renaissance-Laternen vollendet sein werden“, war im Schwabmünchner Tages-Anzeiger vom 17. April 1878 zu lesen. Im Mai fand eine Probefahrt von Starnberg nach Seeshaupt statt, bei der sich erwies, dass die Bavaria eine Geschwindigkeit von 23 km/h erreichte, und am 15. Mai 1878 begann die Schifffahrtssaison.
Der Bayerische Kurier blickte 1878 auf ein überaus lebhaftes Pfingstfest zurück: „An dem gestrigen Pfingstmontag war ein so großer Verkehr an den schönen Ufern des Starnberger See's, daß es der größten Anstrengung [...] bedurfte, denselben vollständig zu bewältigen und ohne allen Unfall. Das neue Dampfschiff „Bavaria“ beförderte an diesem Tage über fünftausend Personen, und fand sowohl durch seine prachtvolle Ausstattung  und bequeme Einrichtung (mit sehr guter Schiffsrestauration) als durch seine vorzügliche, sichere und rasche Gangart den allgemeinen Beifall. Dieser Pracht-Salon-Dampfer macht nun während der ganzen Saison in der Regel alle Tage die fahrplanmäßigen Fahrten zu den gleichen Fahrpreisen, wie die anderen Dampfschiffe, und wird nicht verfehlen, eine bedeutende Zugkraft auszuüben.“ Im Dezember 1878 konnte die Würmsee-Dampfschifffahrts-Gesellschaft in der Tat auf eine sehr erfolgreiche Saison zurückblicken. Fast 145 000 Personen waren an den 180 Fahrtagen befördert worden. Das entsprach einer Steigerung von mehr als 30 000 Passagieren im Vergleich zum Vorjahr. 20 Mark per Coupon konnten an die Aktionäre verteilt werden. Die „vorzügliche Beschaffenheit des neuen Salon-Dampfers „Bavaria“ mit seiner trefflichen Schiffsrestauration trägt wesentlich zu den Annehmlichkeiten des dortigen Aufenthaltes bei“, stellte man fest und erhoffte sich von der Weiterführung der Eisenbahnlinie bis Murnau sowie der großen Kunstausstellung 1879 in München noch weitere Steigerungen der Gewinne.
1915 endete die Konzession für die Aktiengesellschaft. Der Bayerische Staat übernahm die Schifffahrt auf dem Würmsee, und der Betrieb wurde von den Königlich Bayerischen Staatseisenbahnen bzw. später von der Deutschen Reichsbahn weitergeführt. Die Bavaria war das einzige Fahrgastschiff auf dem Würmsee, dessen Name nach dem Ersten Weltkrieg nicht geändert wurde. 1940 wurde die Bavaria als Rohstoffspender für den Krieg abgebrochen. Ihr Nachfolger, die Bayern, nahm erst in der Nachkriegszeit den Betrieb auf.

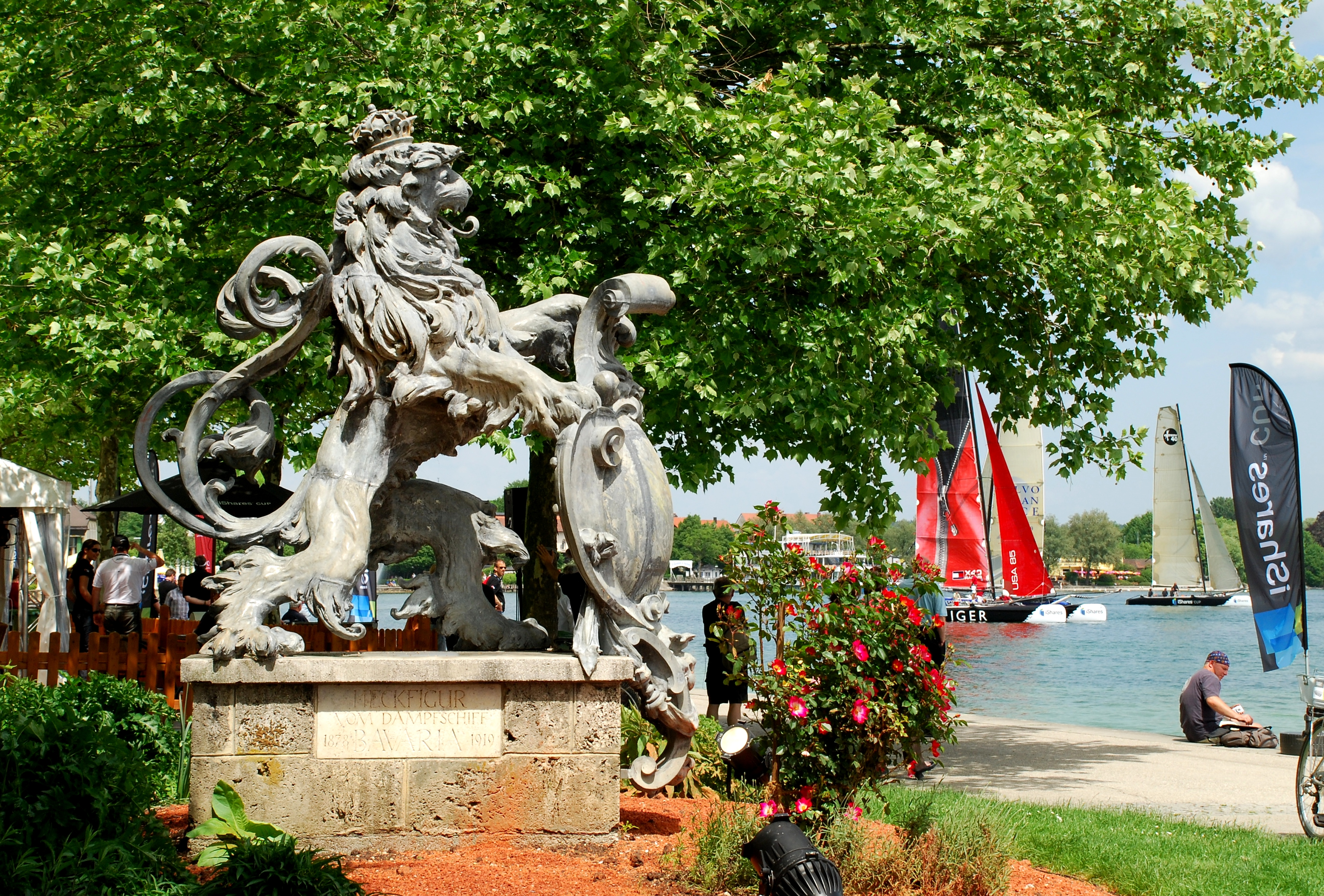
Heckfigur der Bavaria

Ein Teil der Inneneinrichtung der Bavaria ist erhalten geblieben und befindet sich im Fundus der Bayerischen Staatsoper. Ihre Heckfigur, der bayerische Löwe, wurde 1919 oder später am Südende der Starnberger Seepromenade aufgestellt. Dieses Werk wurde wie die Laternen des Schiffs von Lorenz Gedon geschaffen.